# Malcolm McIntosh

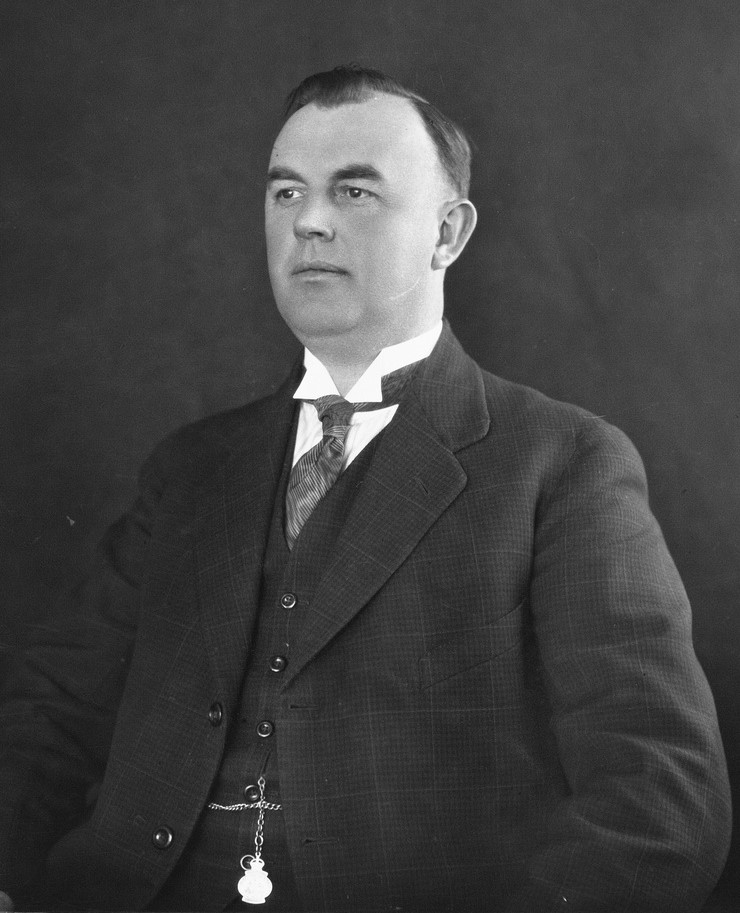
Malcolm McIntosh (1920)

Hon. Sir Malcolm McIntosh, KBE (* 3. März 1888 in Branxholme, Victoria; † 15. November 1960) war ein australischer Politiker der Country Party, der Liberal Federation und später der Liberal and Country League (LCL), der zwischen 1921 und 1959 Mitglied des South Australian House of Assembly war sowie zahlreiche Ministerämter bekleidete.

## Leben

### Rechtsanwalt, Unternehmer und Mitglied derSouth Australian House of Assembly
Malcolm McIntosh, Sohn des Schafzüchters Malcolm McIntosh und dessen Ehefrau Catherine McIntosh, besuchte Schulen in Geelong im Bundesstaat Victoria und arbeitete nach dem Schulabschluss einige Zeit in der Wollindustrie. Nach einem Studium der Rechtswissenschaften zog er 1910 nach South Australia und ließ sich dort als Rechtsanwalt in Pinnaroo sowie als Geschäftsführer der dortigen Filiale des Unternehmens Mayo, Murray und Cudmore nieder. Gleichzeitig widmete er sich der Landwirtschaft und war Weizen- und Obstbauer in Pinnaroo und Renmark.
1921 wurde McIntosh Nachfolger von William George Mills als Vorsitzender der aus der Farmers and Settlers’ Association hervorgegangenen Country Party und bekleidete diese Funktion bis zum 26. März 1927. Bei der Wahl am 9. April 1921 wurde er im damaligen Zwei-Personen-Wahlkreis Albert erstmals zum Mitglied des South Australian House of Assembly gewählt, des Unterhauses des Parlaments von South Australia, und konnte sich dabei gegen den bisherigen Wahlkreisinhaber William Angus von der Liberal Union durchsetzen. Er vertrat diesen Wahlkreis bis zur Wahl am 19. März 1938, wobei er nach der Aufspaltung der Country Party am 14. Februar 1928 zur Liberal Federation wechselte sowie seit dem 18. März 1932 der aus der Liberal Federation entstandenen Liberal and Country League (LCL) angehörte. Bei der Wahl am 19. März 1938 wurde der bisherige Zwei-Personen-Wahlkreis Albert zu einem Einzelwahlkreis reduziert und McIntosh wieder zum Mitglied der Legislativversammlung gewählt, der er bis zu seinem Mandatsverzicht am 16. Februar 1959 angehörte. Bei der darauf folgenden Wahl am 7. März 1959 wurde daraufhin sein Parteifreund Bill Nankivell im Wahlkreis Albert zum neuen Mitglied des House of Assembly gewählt.

### Minister in den Regierungen Butler und Playford
Nach den Wahlen am 26. März 1927, bei denen die Liberal Federation 23 der 46 Sitze und die Country Party unter Archie Cameron, der seit 26. März 1927 sein Nachfolger als Parteivorsitzender war, fünf Sitze im South Australian House of Assembly erhielt, wurde Malcolm McIntosh in die erste Regierung von Premier Richard Layton Butler und bekleidete in dieser in Personalunion bis zum 17. April 1930 die Ämter als Bildungsminister (Minister of Education) und als Minister für öffentliche Arbeiten (Commissioner of Public Works). Am 7. August 1930 wurde ihm der Höflichkeitstitel The Honourable verliehen.
Nach dem Wahlsieg der LCL bei der Wahl am 8. April 1933, bei der diese mit 29 der 46 Sitze eine deutliche absolute Mehrheit im House of Assembly erhielt, wurde Shirley Jeffries am 18. April 1933 in die zweite Regierung von Premier Richard Layton Butler und bekleidete in dieser in Personalunion bis zum 8. April 1938 die Posten als Minister für Rückkehrer (Minister of Repatriation), Minister für Bewässerung (Minister of Irrigation) sowie als Minister für Ländereien der Krone (Commissioner of Crown Lands). Darüber hinaus fungierte er zwischen dem 10. Oktober 1935 und dem 8. April 1938 als Minister für Aufforstung (Minister of Afforestation). Im Zuge einer Umbildung der zweiten Regierung Butler bekleidete er vom 8. April bis zum 5. November 1938 schließlich die Ämter als Minister für Eisenbahnen (Minister of Railways), als Minister für Kommunalverwaltung (Minister of Local Government), als Minister für Meeresangelegenheiten (Minister of Marine) sowie abermals als Minister für öffentliche Arbeiten.
In der darauf folgenden Regierung von Premier Thomas Playford IV fungierte er zwischen dem 5. November 1938 und dem 14. Mai 1958 weiterhin als Minister für öffentliche Arbeiten sowie als Minister für Meeresangelegenheiten und war ferner vom 5. November 1938 bis zum 15. Dezember 1953 auch wieder Minister für Eisenbahnen und Minister für Kommunalverwaltung. Für seine politischen Verdienste, insbesondere als Minister für öffentliche Arbeiten, wurde er im Rahmen der New Year Honours am 2. Januar 1956 als Knight Commander des Order of the British Empire (KBE) nobilitiert, wodurch er fortan das Prädikat „Sir“ führte.
Aus seiner 1911 geschlossenen Ehe mit Bertha Chisholm McIntosh gingen ein Sohn und zwei Töchter hervor.

## Hintergrundliteratur
- Parliament of South Australia: Statistical Record of the Legislature 1836–2007 (Memento vom 11. März 2019 im Internet Archive)
- R. F. I. Smith: The Butler Government in South Australia, 1933–1938, M.A. Thesis, University of Adelaide, 1964